# Parafia Narodzenia Najświętszej Marii Panny w Żelichowie
Parafia pw. Narodzenia Najświętszej Maryi Panny w Żelichowie – parafia należąca do dekanatu Trzcianka, diecezji koszalińsko-kołobrzeskiej, metropolii szczecińsko-kamieńskiej. Została utworzona 28 czerwca 1957. Kościół parafialny został zbudowany w XIX wieku, murowany, poświęcony w 1946. Siedziba parafii mieści się pod numerem 33.

## Miejsca święte

### Kościół parafialny
Kościół pw. Narodzenia Najświętszej Maryi Panny w Żelichowie

### Kościoły filialne i kaplice
- Kościół Matki Bożej Wspomożenia Wiernych w Dębogórze
- Kościół pw. Najświętszego Serca Pana Jezusa w Kuźnicy Żelichowskiej